# 福暉
福晖，原名福明（1796年—?），字子受，号镜如，又号仲芸，马佳氏，是清朝时的内务府满洲正白旗人。他在道光乙酉年获得拔贡，并于戊子年成为举人，癸巳年成为进士。后任广东知县等职。